# جون جنسن (لاعب كرة قدم)
جون جنسن (بالدنماركية: John Jensen)‏ هو لاعب كرة قدم دنماركي، ولد في 13 مايو 1937، وتوفي في 13 سبتمبر 2012. لعب مع آرهوس جمناستيك فورينينغ.